# Wola Korybutowa Druga
Wola Korybutowa Druga – wieś w Polsce położona w województwie lubelskim, w powiecie chełmskim, w gminie Siedliszcze.
W latach 1975–1998 miejscowość administracyjnie należała do województwa chełmskiego.
Wieś jest sołectwem w gminie Siedliszcze.

## Części wsi
| SIMC    | Nazwa     | Rodzaj    |
| ------- | --------- | --------- |
| 0108022 | Konotopa  | część wsi |
| 0108039 | Pniaki    | część wsi |
| 0108045 | Podmajdan | część wsi |
| 1026970 | Zwirynie  | część wsi |

## Historia
Wieś powstała z podziału istniejącej do roku 1982 wsi Wola Korybutowa, z której w roku 1970 wyodrębniono Wolę Korybutową Kolonia.
W roku 1982 dała ona początek istniejącym obecnie miejscowościom: „Wola Korybutowa Pierwsza – na południe od rzeki Mogilanki” i „Wola Korybutowa Druga – na północ od rzeki Mogilanki”.
Wieś Wola Korybutowa występuje w dokumentach od 1515 roku. W 1548 r. należała wraz z folwarkiem do dóbr Siedliszcze i stanowiła własność Korybutów. Pod koniec XVII wieku dobra te przejęte zostały przez Rzewuskich, by w 1758 r. przejść w posiadanie Węglińskich. W 1865 r. posiadłość Wola Korybutowa oddzielona została od dóbr Siedliszcze.
Słownik geograficzny Królestwa Polskiego wymienia wieś dwukrotnie w roku 1883 jako Korybutowa-Wola i 1893 jako Wola Korybutowa.
Kolonie niemiecka powstała na obszarze Woli Korybutowej w roku 1880, według opisu była to jedna z najbogatszych miejscowości osadniczych w gminie Siedliszcze.
W 1916 r. wieś należała również do gminy Siedliszcze zamieszkana była wówczas przez 652 osoby w tym 16 Żydów.